# Werbemittel
Unter Werbemittel versteht man die objektivierte Form der Werbebotschaft. Sie wird durch Werbeträger an die Zielpersonen übermittelt.
Wilhelm Hill definiert das Werbemittel als „die reale sinnlich wahrnehmbare Erscheinungsform der Werbebotschaft, also zum Beispiel das Inserat“. Nieschlag, Dichtl und Hörschgen beschreiben es als „die aus dem Gedanklichen ins Stoffliche übertragene Werbebotschaft“.
Die große Vielzahl der existierenden Werbemittel hat sich bisher einer allgemein akzeptierten Systematisierung widersetzt. In einer neueren Übersicht werden allein knapp 100 traditionelle Werbemittel des Einzelhandels – unterteilt nach Mitteln der Einzel- und der Mengenumwerbung und gruppiert in sprachlich-klangliche, grafische, demonstrative, theatralische und gegenständliche Werbemittel – zusammengestellt; hinzu kommen permanent Ergänzungen um neue Werbemittel in den Neuen Medien (zum Beispiel Videoclips, Multimediawände, Infoboards, RFID-Anzeigen, Werbebanner, Weblogs, Adverts, Popups und Wikis).
Zu den wichtigsten traditionellen Werbemitteln zählen:
- Anzeigen in Druckmedien oder digitalen Medien.
- Werbespots in Hörfunk, Fernsehen und digitalen Medien.
- Präsentationen, Demonstrationen und Dekorationen sowie Produktplatzierung im Rahmen der Werbekampagne.
- Prospekte, Werbeflyer als Beilage, Mailing oder Hand-out.
- Produktproben, Werbeartikel als Give-away.

Das Werbemittel wird innerhalb der Mediaplanung einer Werbekampagne ausgewählt. Dabei ist die Auswahl und Ausgestaltung eines Werbemittels abhängig von der Zielgruppe und deren Interessen, Sprachgebrauch und Wertevorstellungen.
Hat man sich für ein Werbemittel entschieden, wird in einem nächsten Schritt das Werbemedium bzw. der Werbeträger (Inter- und Intraselektion genannt) festgelegt.
Die häufigsten Werbeträger sind Zeitschriften, TV bzw. TV-Werbespots, Plakate, Fahrzeugpromotion, Kataloge, Flyer, Mailings, Billboards, Hörfunk und Werbetrailer.